# Dadon
Dadon (tibétain : ཟླ་སྒྲོན།, Wylie : sla sgron), de son nom Dadon Dawa Dolma (née au Tibet en 1968) est une chanteuse tibétaine et actrice de cinéma.
Elle a composé cinq albums au Tibet. Dans sa musique, qui se caractérise par un mélange de folklore populaire et traditionnelle, elle était également critique de la situation dans son pays, ce qui est considéré par les autorités chinoises comme une atteinte à l’État. 
Inspirée par la chanteuse taïwanaise Teresa Teng, Dadon a aussi intégré certains styles du groupe de rock tibétain Rangzen Shonu après avoir entendu une cassette entrée clandestinement à Lhassa en 1988. 
En 1992, elle a décidé de fuir et elle a obtenu l'asile politique aux États-Unis (Middletown, Connecticut). En 1997, avec son fils Tenzin Tashi, 3 ans, elle a participé à une marche pour le Tibet menée, de Toronto à New York, par Thupten Jigme Norbu, ainsi qu'au Tibetan Freedom Concert à New York.
Sa défection fut citée dans un discours interne par Chen Kuiyuan en 1997, ainsi que celles du journaliste de télévision Ngawang Choephel et du directeur du Tibet Hotel à Lhassa Jamyang Choegyal, fils du ministre Kashopa Chogyal Nyima, deux autres employés du gouvernement.

## Film
Dadon a travaillé dans plusieurs films.
En 1998, elle joue le rôle de Dolkar dans le film Windhorse du réalisateur Paul Wagner.
En 2001, elle a composé la musique du film Samsâra dirigé par Pan Nalin. 
En 2006, elle compose la musique et est une narratrice du documentaire Vajra Sky Over Tibet dirigé par John Bush. 